# Zaprutje (obwód kurski)
Zaprutje (ros. Запрутье) – wieś (ros. деревня, trb. dieriewnia) w zachodniej Rosji, w sielsowiecie kostielcewskim rejonu kurczatowskiego w obwodzie kurskim.

## Geografia
Miejscowość położona jest nad rzeką Prutiszcze, 1 km od centrum administracyjnego sielsowietu kostielcewskiego (Kostielcewo), 21 km od centrum administracyjnego rejonu (Kurczatow), 45,5 km od Kurska.

## Demografia
W 2010 r. miejscowość zamieszkiwało 60 osób.